# Ministero dell'università e della ricerca
Il Ministero dell'università e della ricerca (MUR) è un dicastero del governo italiano. È preposto all'amministrazione dell'università e alla ricerca scientifica e tecnologica.

L'attuale ministro è Anna Maria Bernini, in carica dal 22 ottobre 2022.

## Storia

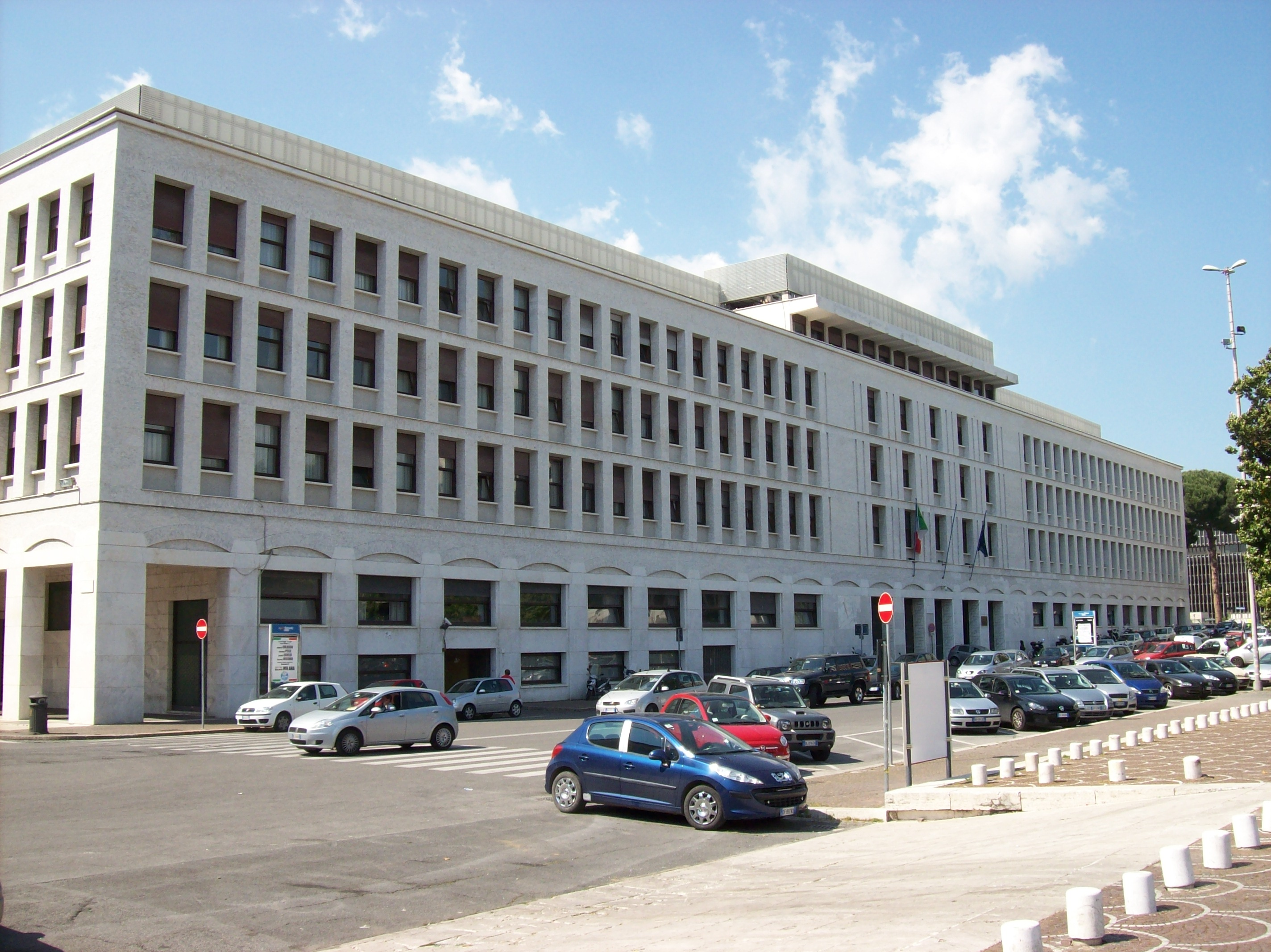
Il palazzo costruito all'EUR come sede del nuovo Ministero della sanità (1958-60). In seguito ha ospitato il Ministero dell'università e della ricerca

Istituito per la prima volta dal Governo Fanfani IV (21 febbraio 1962 - 21 giugno 1963), l'incarico (senza portafoglio) di Ministro per il Coordinamento delle iniziative per la ricerca scientifica e tecnologica fu ricoperto inizialmente da Guido Corbellini.
Il ministero vero e proprio fu costituito solo con la nascita del Governo De Mita, e in particolare con la legge 9 maggio 1989, n. 168. Il d.lgs. 30 luglio 1999, n. 300 riunì l'allora Ministero dell'Università e della Ricerca Scientifica e Tecnologica con il Ministero della Pubblica Istruzione. Già durante il Governo Prodi I (1996-1998), venne retto dal medesimo ministro, in vista dell'accorpamento deciso solo nel 1999, e assumendo così la denominazione di Ministero della Pubblica Istruzione, Università, Ricerca Scientifica e Tecnologica, noto con l'acronimo di MURST.
Con la nuova legislatura, nel 2001, così come deciso nel D. Lgs. n. 300/1999, avvenne l'accorpamento, e il Governo Berlusconi II dal 2001 attuò tale disposizione: nasce il Ministero dell'istruzione, dell'università e della ricerca, noto con l'acronimo di MIUR. Con il Governo Prodi II, nel 2006, il MIUR venne nuovamente "spacchettato": da un lato il Ministero della pubblica istruzione; dall'altro il Ministero dell'università e della ricerca. La finanziaria per il 2008, la legge n. 244/2007, ha disposto il ritorno alla vecchia Riforma Bassanini e quindi l'accorpamento dei due ministeri. Col Governo Berlusconi IV, si attua, pertanto, tale disposizione, istituendo nuovamente il Ministero dell'istruzione, dell'università e della ricerca. Il 28 dicembre 2019 il Presidente del Consiglio Giuseppe Conte annuncia lo scorporo del MIUR, e la ricostituzione del Ministero dell'università e della ricerca nel Governo Conte II a partire dal 2020. Il ministero è ricostituito con decreto legge 9 gennaio 2020, n. 1, convertito in legge 5 marzo 2020, n. 12.

## Organizzazione
Il Ministero è organizzato, oltreché negli Uffici di diretta collaborazione del Ministro, anche in un Segretariato generale e in 5 Direzioni Generali:

- Direzione generale delle istituzioni della formazione superiore;
- Direzione generale degli ordinamenti della formazione superiore e del diritto allo studio;
- Direzione generale della ricerca;
- Direzione generale dell'internazionalizzazione e della comunicazione;
- Direzione generale del personale, del bilancio e dei servizi strumentali.

Nel corso degli anni, inoltre, sono stati istituiti diversi organi di rappresentanza, consultivi e di valutazione:

- il CUN - Consiglio Universitario Nazionale, quale organo elettivo di rappresentanza delle istituzioni autonome universitarie e consultivo del Ministro:
- il CNAM - Consiglio Nazionale per l'Alta Formazione Artistica e Musicale, quale organismo costituito con DM 5 luglio 2000, che esercita le competenze del Consiglio nazionale per l'alta formazione artistica e musicale (CNAM), in sede di prima applicazione della legge 508/99, concernente la riforma delle Accademie e dei Conservatori, e fino alla prima elezione del CNAM;
- il CNSU - Consiglio nazionale degli studenti universitari, quale organo consultivo di rappresentanza degli studenti universitari;
- il CNVSU - Comitato nazionale per la valutazione del sistema universitario, che previsto dall'art. 2 della legge 19 ottobre 1999, n. 370, e costituito con decreto 4 aprile 2000, in corso di registrazione e pubblicazione, è subentrato all'Osservatorio per la valutazione del sistema universitario che è soppresso. Con decreto 4 aprile 2000, in corso di registrazione e pubblicazione, sono state definite le modalità di funzionamento e la durata del mandato dei componenti. Il Comitato si è insediato il 19 aprile 2000;
- il CIVR - Comitato di Indirizzo per la Valutazione della Ricerca, quale comitato di indirizzo per la valutazione della ricerca, istituito presso il MURST con il compito di definire i criteri generali per le attività di valutazione dei risultati della ricerca e di promuovere la sperimentazione di nuove metodologie di valutazione, a sostegno della qualità della ricerca scientifica nazionale. L'istituzione è prevista dall'art. 5 del D.Lgs. n. 204/98, come modificato dal D.Lgs. n. 381/98. Con decreto 24 novembre 1999, il MURST ne ha disciplinato l'organizzazione e il funzionamento;
- la CNSI - Conferenza Nazionale degli Studenti degli ISSM (Istituti Superiori di Studi Musicali), quale organo consultivo di rappresentanza degli studenti dei Conservatori e degli Istituti Superiori di Studi Musicali.

## Enti vigilati
Il Ministero dell'università e della ricerca vigila sui seguenti enti:

- Area di Ricerca Scientifica e Tecnologica di Trieste - AREA Science Park;
- Consiglio Nazionale delle Ricerche - CNR;
- Istituto italiano di studi germanici;
- Istituto nazionale di astrofisica - INAF;
- Istituto nazionale di alta matematica "Francesco Severi" - INDAM;
- Istituto nazionale di fisica nucleare - INFN;
- Istituto nazionale di geofisica e vulcanologia - INGV;
- Istituto nazionale di oceanografia e di geofisica sperimentale - OGS;
- Istituto nazionale di ricerca metrologica - INRIM;
- Museo storico della fisica e Centro di studi e ricerche "Enrico Fermi";
- Stazione zoologica Anton Dohrn;
- Istituto nazionale per la valutazione del sistema educativo di istruzione e di formazione - Istituto INVALSI; [6]
- Istituto nazionale di documentazione innovazione e ricerca educativa - INDIRE;[7]
- Agenzia nazionale di valutazione del sistema universitario e della ricerca - ANVUR.[8]

## Elenco dei Ministri dell'Università
- Ministri dell'università e della ricerca della Repubblica Italiana (1987-2001; 2006-2008; dal 2020)

L'elenco raccoglie, altresì, i nomi di tutti i ministri, anche senza portafoglio che si occuparono della ricerca scientifica, prima della costituzione del dicastero, sin dal governo Fanfani IV, nel 1962.